# Instituto Navarro de Tecnologías e Infraestructuras Agroalimentarias

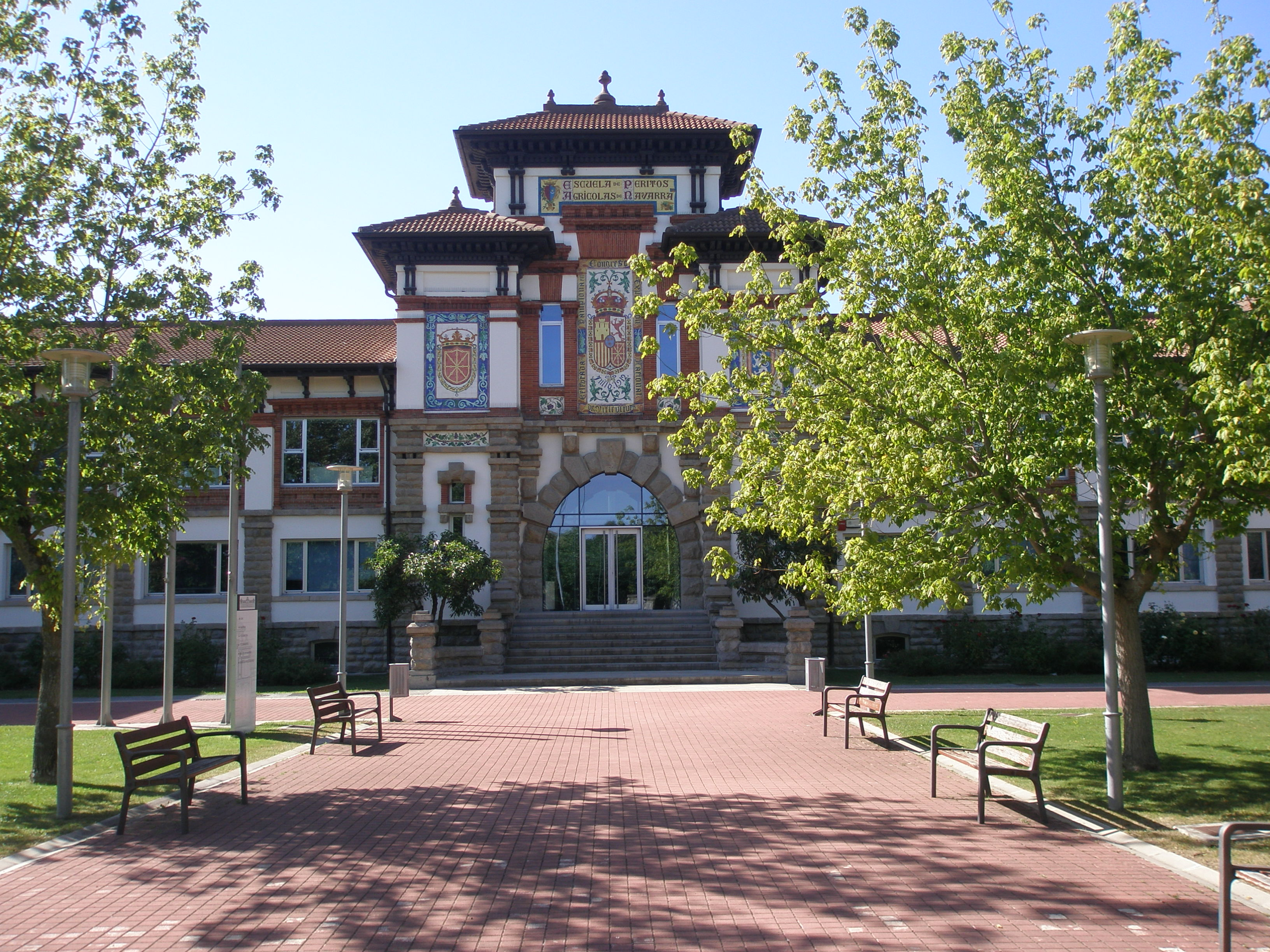
Imagen de la antigua Escuela de Peritos Agrícolas de Villava (Navarra), donde se encuentra INTIA S.A. actualmente.

El Instituto Navarro de Tecnologías e Infraestructuras Agroalimentarias Sociedad Anónima (De forma abreviada INTIASA y popularmente conocido como INTIA) es una empresa pública adscrita al Departamento de Desarrollo Rural y Medio Ambiente del Gobierno de Navarra.

## Historia
Este organismo público fue creado el 1 de octubre de 2011 enmarcado dentro del Plan de Ordenación y Reestructuración del sector público empresarial de Navarra por la fusión de las empresas públicas:
- Riegos del Canal de Navarra S.A.
- Riegos de Navarra S.A.
- Instituto de Calidad Agroalimentaria S.A. (ICAN)
- Instituto Técnico y de Gestión Ganadera S.A. (ITGg)
- Instituto Técnico y de Gestión Agrícola S.A. (ITGa)

Actualmente está integrada en la Corporación Pública Empresarial de Navarra.

## Sede
La sede está en la localidad navarra de Villava.

## Organigrama
La directora gerente es Natalia Bellostas, tras sustituir a Juan Manuel Intxaurrandieta Salaberria en febrero de 2020.

## Funciones[6]
La sociedad presta servicios de investigación, experimentación, asesoramiento y formación (seguridad alimentaria, bienestar animal, reducción de emisiones contaminantes, uso racional de recursos hídricos) para promover el desarrollo y la competitividad de agricultores y ganaderos:
- Experimentación e investigación en materias relacionadas con la producción de cultivos extensivos, hortofrutícolas y de invernadero.
- Formación de los agricultores y ganaderos para conseguir una mayor profesionalización y rentabilidad de sus explotaciones.
- Promoción y control de certificación de los Consejos Reguladores de Navarra.

## Proyectos de I+D+i
INTIA participa en varios proyectos de investigación, desarrollo e innovación de diversos ámbitos:

### Proyectos internacionales
Indicadores de sostenibilidad:
- Emensaspi.
- Agrogestor.

Razas autóctonas y ganadería extensiva:
- Open2preserve.

Agricultura de precisión y nuevas tecnologías:
- Smart Akis.
- Fertinnowa.

Digitalización de la agricultura:
- Recap.
- Agrogestor.

Gestión integrada de plagas:
- Iwmpraise.
- Rustwatch.

Transferencia y redes:
- AgriLink.
- Plaid.
- Nefertiti.

Sector ecológico y comercialización:
- SME Organics.
- Reseloc.

Cambio climático:
- NADAPTA; Es el primer proyecto europeo para una estrategia de adaptación al cambio climático en una región.

### Proyectos regionales
Los proyectos regionales en los que se mantiene activo, los cuales están subvencionados por el Departamento de Desarrollo Rural, Medio Ambiente y Administración Local del Gobierno de Navarra, son los siguientes:
- Técnicas rápidas para la valoración de forrajes en granjas de vacuno de leche.
- Autopesaje de corderos.
- Trazabilidad ovina.
- Recirculación de la solución nutritiva en cultivo sin suelo de tomate para fresco.
- Centro de acopio de alimentos ecológicos.
- Compostaje de gallinaza.
- Smart sustainable wine.

## Publicaciones
La revista Navarra Agraria es la principal publicación.

## Participación en eventos
INTIA participa activamente en numerosos eventos de diversa índole, además de los actos y jornadas variadas que organizan. Algunos de los más importantes eventos en los que toma partida son:

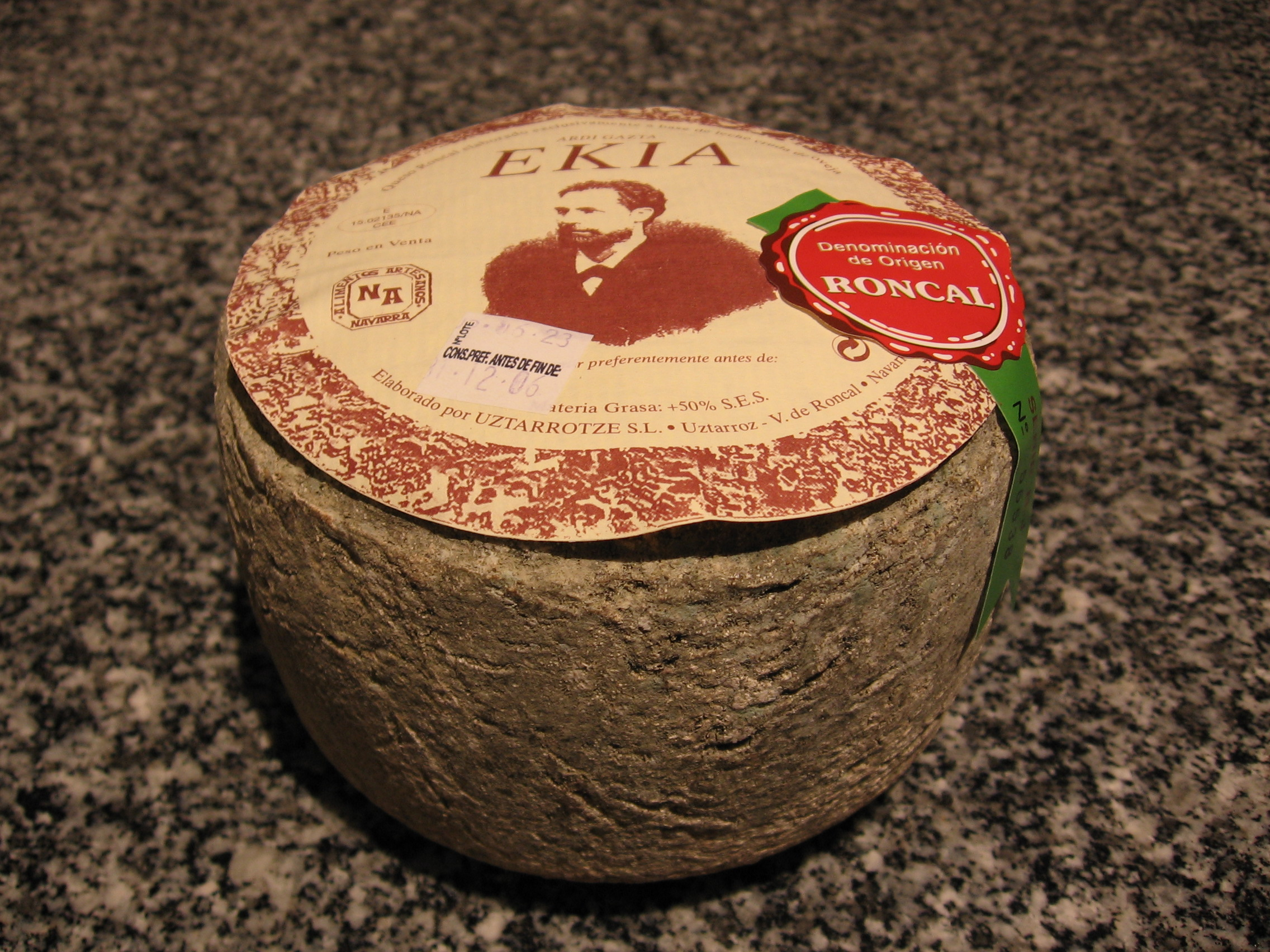
Queso del Roncal.

En el Congreso de las Verduras de Navarra que se celebra anualmente en Tudela durante el mes de abril desde 2016 y en donde la Federación de Sociedades Gastronómicas hace entrega del premio "El Hortelano".
En el Encuentro Nacional de Productores de Leche Ecológica (o Encuentro Estatal de Ganadería de Leche Ecológica) que se celebra anualmente desde 2017 con el objetivo de compartir experiencias y dificultades, adquirir nuevas ideas y conocer la situación del sector a nivel nacional.
En el inicio de las campañas de las diversas indicaciones geográficas protegidas y denominaciones de origen de productos navarros:
- Queso Roncal: En la celebración del comienzo de la campaña de queso Roncal que se celebra cada año durante el Día de la Almadía de Burgui que organiza la Asociación Cultural de Almadieros Navarros.[24]

- En el inicio de campaña de la Denominación de Origen Queso Idiazábal.[25]

- En el comienzo de temporada del espárrago, junto al evento de la Cata del Primer Espárrago de Navarra, un acto que nació en 2011 y se celebra anualmente en distintas localidades de la Indicación Geográfica Protegida Espárrago de Navarra.[25][26][27][28][29]

También es una de las entidades colaboradoras en el Congreso Internacional de Turismo Gastronómico FoodTrex bajo la marca Reyno Gourmet.

## Reconocimientos oficiales

### Asesoramiento a explotaciones
INTIA está reconocida actualmente por el Gobierno de Navarra como una la única entidad pública autorizada en Navarra para llevar a cabo asesoramiento a explotaciones agrarias.

### Órgano de apoyo y control
INTIA está reconocido por el Ministerio de Agricultura y Pesca, Alimentación y Medio Ambiente y el Gobierno de Navarra como el órgano de apoyo y control a las diversas Indicaciones Geográficas, Denominaciones de Origen y otras certificaciones de calidad existentes en la Comunidad Foral de Navarra. De hecho, está acreditado por Entidad Nacional de Acreditación ENAC conforme a la Norma UNE EN 45011.

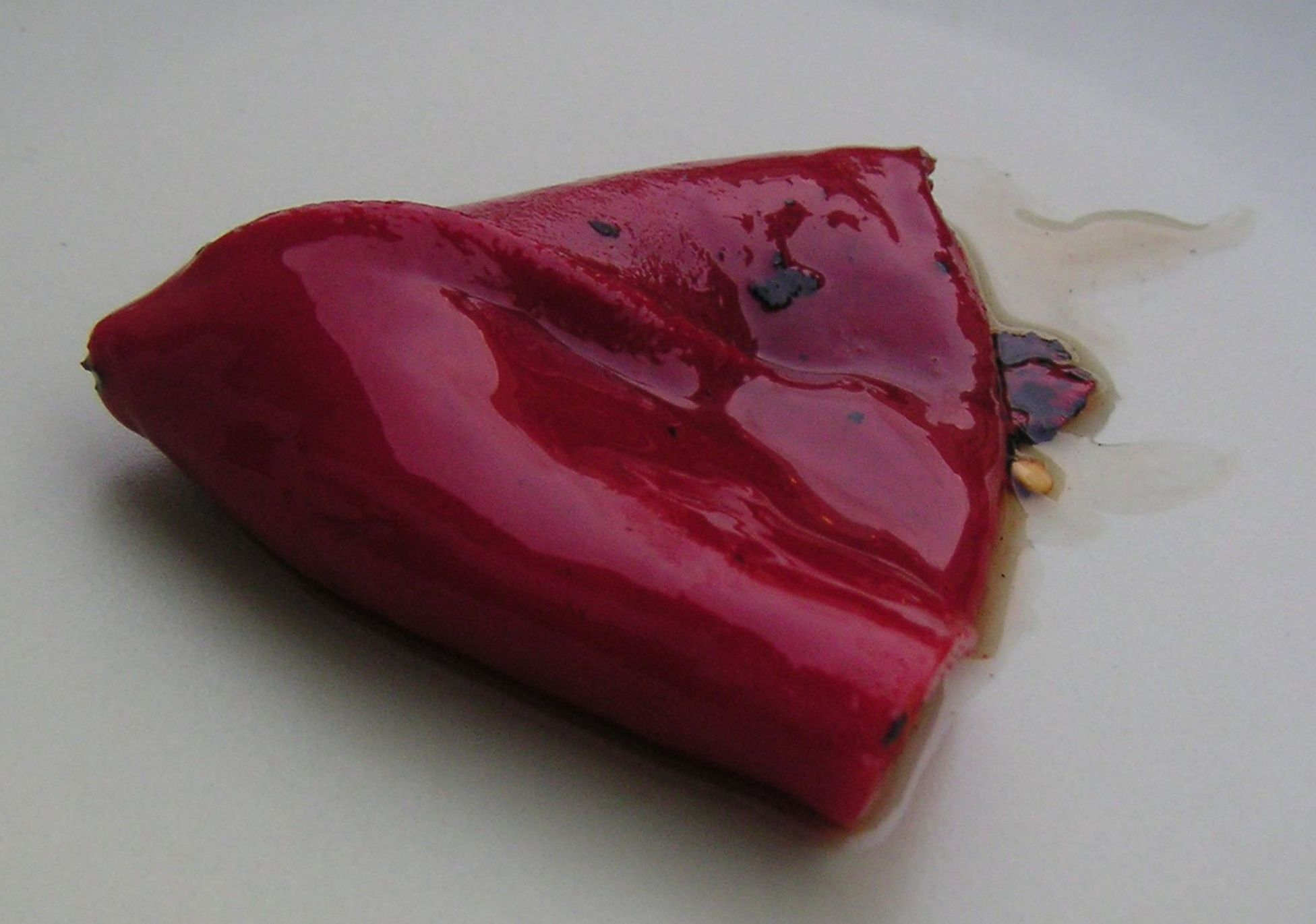
Pimiento del piquillo.

En concreto, tiene la autorización de control para las siguientes marcas de calidad:
- Denominación de Origen Protegida Aceite de Navarra.
- Denominación de Origen Protegida Queso Roncal.
- Denominación de Origen Protegida Pimiento del piquillo de Lodosa.
- Indicación Geográfica Protegida Alcachofa de Tudela.
- Indicación Geográfica Protegida Cordero de Navarra.
- Indicación Geográfica Protegida Ternera de Navarra.
- Indicación Geográfica Protegida Espárrago de Navarra.

### Inspección de maquinaria
INTIA es, junto a Zerbinek, Unión de Agricultores y Ganaderos de Navarra, SGS, Agroibérica Ingenieros y Técnicos Inspección Equipos Aplicadores de Fitosanitarios Archivado el 1 de septiembre de 2018 en Wayback Machine., una de las empresas autorizadas para la Inspección Técnica de Equipos de Aplicación de Productos Fitosanitarios dentro del territorio de la comunidad foral.

### Formación en fitosanitarios
INTIA es una de las entidades navarras autorizadas por el Gobierno de Navarra para impartir la formación a usuarios profesionales sobre el uso de productos fitosanitarios según el Real Decreto 1311/2012, de 14 de septiembre, junto con los sindicatos agrarios Euskal Herriko Nekazarien Elkartasuna y Unión de Agricultores y Ganaderos de Navarra, el centro de formación profesional Centro Integrado Agroforestal, Servicios de Ingeniería Agroforestal y Medioambiental de Navarra y la Agrupación de Servicios Administrativos Calibus.
En concreto, está autorizado para formar, tanto presencial como vía internet, en los siguientes niveles de capacitación:
- Nivel básico.[54][55]

- Nivel cualificado.[56][57]

- Adaptaciones de básico y cualificado.[58][59]

## Premios
- En 2015, durante la XIV edición de la Fiesta de la Gastronomía Navarra, recibió el premio Gastronomía Navarra de Cintruénigo.[60]
- En 2015 recibió el Premio de la Fundación Grupo Siro a la 'Investigación Agroalimentaria'.[61][62]

## Cátedra con la universidad
INTIA tiene una Cátedra INTIA de Transferencia e Innovación Agroalimentaria con la Universidad Pública de Navarra.